# Pekka Alanen
Pekka Ahti Kalervo Alanen (ur. 14 lipca 1945 w Lappajärvi, zm. 22 sierpnia 2017 tamże) – fiński zapaśnik walczący w stylu wolnym. Dwukrotny olimpijczyk. Odpadł w eliminacjach w Tokio 1964 i Meksyku 1968. Walczył w kategorii 57 kg.
Piąty na mistrzostwach Europy w 1966. Zdobył złoty medal na mistrzostwach nordyckich w 1976.